# 10215 Лявільдемірмо
10215 Лявільдемірмо (10215 Lavilledemirmont) — астероїд головного поясу, відкритий 20 вересня 1997 року.
Тіссеранів параметр щодо Юпітера — 3,243.